# Scherma ai XV Giochi panamericani
I Giochi panamericani di scherma del 2007 si sono svolti a Rio de Janeiro, in Brasile, e hanno visto lo svolgimento di 10 gare, 5 maschili e 5 femminili.

## Podi

### Uomini
| Evento      | Oro                                                                 | Argento                                                                | Bronzo                                                                          |
| Spada       |                                                                     |                                                                        |                                                                                 |
| Individuale | Rubén Limardo                                                       | Andrés Carrillo                                                        | Paris Inostroza Silvio Fernández                                                |
| A squadre   | Cuba Camilo Boris Andrés Carrillo David Castillo Guillermo Madrigal | Venezuela Silvio Fernández Rubén Limardo Wolfang Mejías                | Stati Uniti Weston Kelsey Andras Horanyi Cody Mattern Benjamin Ungar            |
| Fioretto    |                                                                     |                                                                        |                                                                                 |
| Individuale | Andras Horanyi                                                      | Felipe Alvear                                                          | Carlos Rodríguez João Souza                                                     |
| Sciabola    |                                                                     |                                                                        |                                                                                 |
| Individuale | Philippe Beaudry                                                    | James Williams                                                         | Nicolas Mayer Renzo Agresta                                                     |
| A squadre   | Stati Uniti Tim Hagamen Benjamin Igoe Benjamin Ungar James Williams | Canada Philippe Beaudry Michel Boulos Nicolas Mayer Jean-Pierre Seguin | Argentina Alexander Achten Ricardo Bustamante José Félix Domínguez Diego Drajer |

### Donne
| Evento      | Oro                                                                       | Argento                                                               | Bronzo                                                              |
| Spada       |                                                                           |                                                                       |                                                                     |
| Individuale | Courtney Hurley                                                           | Julie Leprohon                                                        | Angela Espinoza Clarisse Menezes                                    |
| Fioretto    |                                                                           |                                                                       |                                                                     |
| Individuale | Mariana González                                                          | Hanna Thompson                                                        | Misleydis Compañy Monica Kwan                                       |
| A squadre   | Venezuela Johana Fuenmayor Mariana González María Martínez Yulitza Suárez | Canada Louise-Hélène Bouchard Elise Daoust Monica Kwan Sandra Sassine | Cuba Misleydis Compañy Eimey Gómez Annis Hechavarría Arianne Ribot  |
| Sciabola    |                                                                           |                                                                       |                                                                     |
| Individuale | Mailyn González                                                           | Alexis Jemal                                                          | Emma Baratta Sandra Sassine                                         |
| A squadre   | Cuba Misleydis Compañy Ana Fáez Mailyn González Jennifer Morales          | Stati Uniti Emma Baratta Eileen Grench Alexis Jemal Hanna Thompson    | Canada Julie Cloutier Monica Kwan Olga Ovtchinnikova Sandra Sassine |

## Medagliere
| #      | Nazione     | Oro | Argento | Bronzo | Totale |
| ------ | ----------- | --- | ------- | ------ | ------ |
| 1      | Stati Uniti | 3   | 4       | 2      | 9      |
| 2      | Cuba        | 3   | 1       | 2      | 6      |
| 2      | Venezuela   | 3   | 1       | 2      | 6      |
| 4      | Canada      | 1   | 3       | 4      | 8      |
| 5      | Cile        | 0   | 1       | 1      | 2      |
| 6      | Brasile     | 0   | 0       | 3      | 3      |
| 7      | Argentina   | 0   | 0       | 1      | 1      |
| 7      | Colombia    | 0   | 0       | 1      | 1      |
| Totale | Totale      | 10  | 10      | 16     | 36     |